# Pachataka
 Pachataka (Pachataca o Pachat'aqa), también conocida como la Horca del Inca, es un sitio arqueológico en Bolivia, situado en las cercanías del Lago Titicaca en el municipio de Copacabana, Provincia de Manco Kapac en el departamento de La Paz.
La Pachataka es un observatorio astronómico preincaico formado por un dintel de dos bloques de piedra paralelo que se utilizaba para determinar las estaciones, movimientos lunares y predecir eclipses. Se encuentra ubicado en la cima del cerro Kesanani, a proximadamente a 600 metros al sur de la ciudad de Copacabana.
"Pachataka" en aimara quiere decir "lugar donde se mide el tiempo”; fue denominado erróneamente como la "Horca del Inca" por los españoles.
Según cálculos matemáticos-astronómicos realizados el Instituto de Física Cósmica de Bolivia, el observatorio data aproximadamente del año 1764 A.C. durante la época de la Cultura chiripa,

## Galería

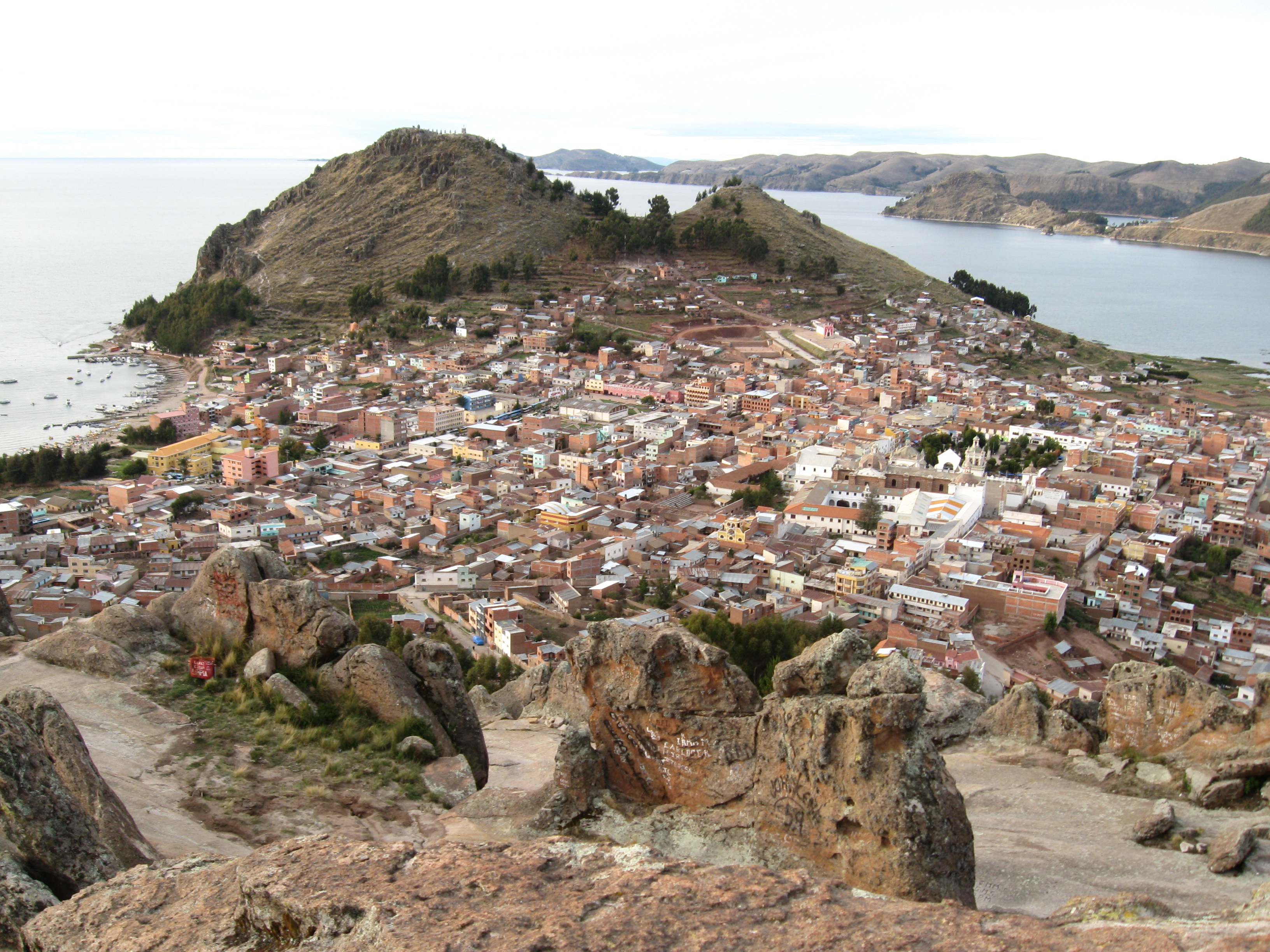
Copacabana y el Lago Titicaca vistos desde Pachataka
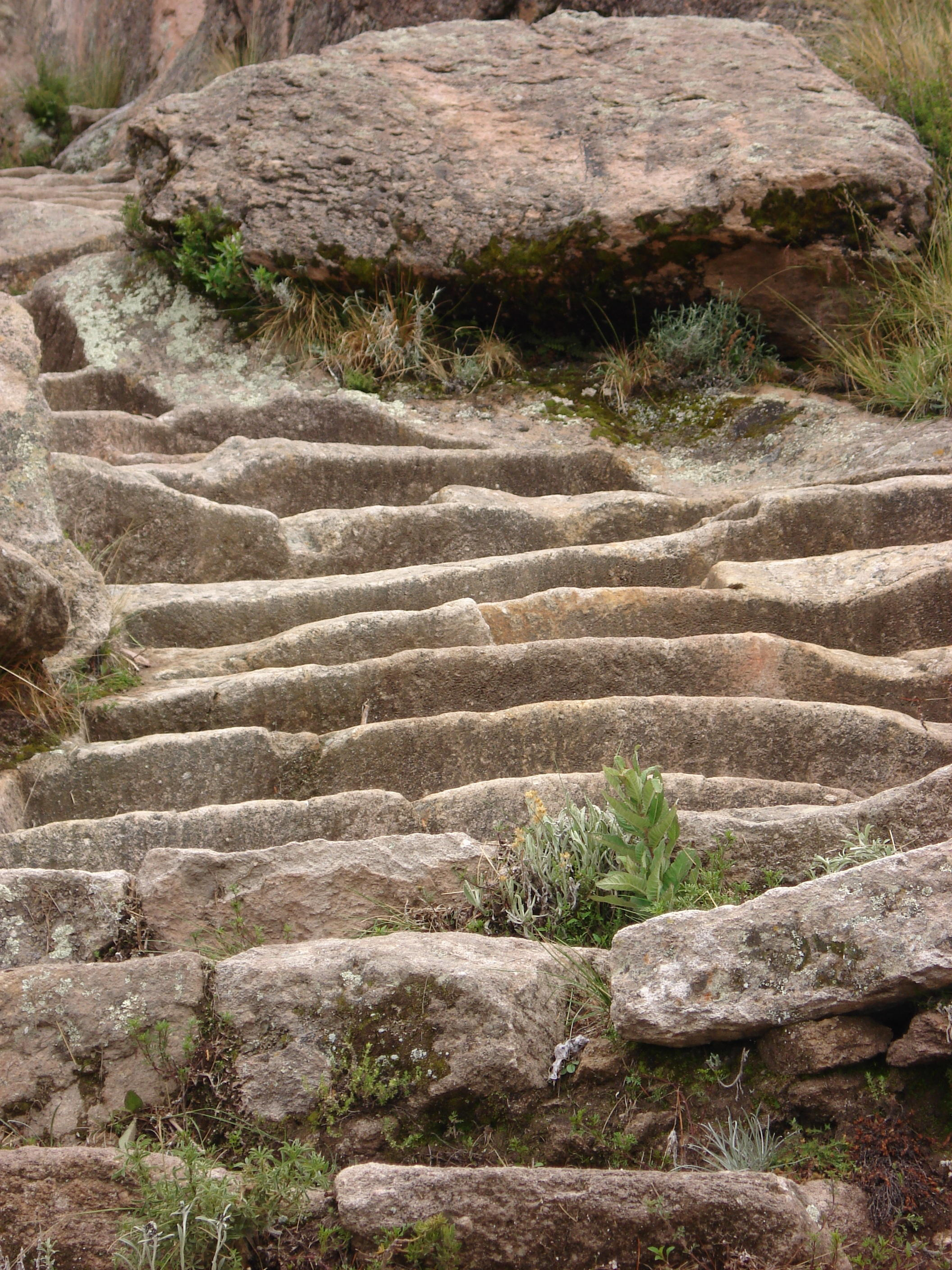
Gradería de piedra a la entrada de Pachataka